# Salka kasauliensis
Salka kasauliensis är en insektsart som beskrevs av Sohi, Mann och Shenhmar 1987. Salka kasauliensis ingår i släktet Salka och familjen dvärgstritar. Inga underarter finns listade i Catalogue of Life.